# Заскар (хребет)
Заскар е мощен високопланински хребет издигащ се в северозападната част на Хималаите, на териториите на Индия (северозападната му част) и Китай (югоизточната му част). Простира се от северозапад на югоизток на протежение около 600 km. На север долината на река Инд го отделя от хребета Ладакх, а на югоизток достига до границата на Непал. Максимална височина връх Камет 7756 m, издигащ се върху широка платообразна основа, разположена на височина до 6400 m. Над нея се издигат отделни върхове с алпийски форми на релефа и височина над 7000 m. Целият хребет е разделен на три обособени части от дълбоките напречни дефилета на реките Заскар (ляв приток на Инд и Сатледж. Изграден е от варовици, пясъчници, шисти, гранити и др. Има многочислени фирнови полета (снежници) и ледници. от югоизточната му част водят началото си реките Алакнанда и Бхагаратха, състявящи на река Ганг. Югозападните му склонове на височина до 4000 m са покрити с гори от хималайски кедър, а нагоре следват субалпийски и алпийски пасища и вечни снегове. Североизточните му склонове са заети от планински пелинови степи. В долините има малки земеделски участъци, като на височина до 4000 – 4200 m се отглежда ечемик. Разработват се големи находища на корунд.